# Goral-de-cauda-longa
O goral-de-cauda-longa ou goral-de-amur (Nemorhaedus caudatus) é uma espécie de artiodáctilo da família Bovidae encontrada nas montanhas do leste e do norte da Ásia, incluindo Rússia, China e Coreia. Existe uma população dessa espécie na Zona Desmilitarizada da Coreia, próximo à antiga linha de trem Donghae Bukbu. A espécie é classificada como em perigo na Coreia do Sul, com uma população estimada de menos de 250 indivíduos. O goral-de-cauda-longa foi designado como o número 217 do monumento natural da Coreia do Sul. Em 2003, foi relatada a presença da espécie em Arunachal Pradesh, um estado no nordeste da Índia.

## Distribuição geográfica
O goral-de-cauda-longa (também conhecido como goral-cinza-chinês) foi e é escassamente encontrado na natureza em toda a China, Rússia e Coreia, bem como no Himalaia. A principal população selvagem atual, cerca de 600 indivíduos encontrados na Rússia, está em declínio; em outros lugares, as populações estão abaixo de 200 indivíduos.
Muitos desses animais são mantidos em zoológicos em todo o mundo, como The Wilds of Ohio, Zoológico de Saint Louis, Zoológico Woodlands Park de Seattle, Zoológico de Los Angeles, Zoológico de Minnesota, entre outros.

## Mortes em cativeiro
Em meados da década de 1970 e no início da década de 1980, vários gorais morreram em cativeiro em vários zoológicos na Índia e no Paquistão, como o Zoológico de Lahore e o Jallo Wildlife Park. Descobriu-se que suas mortes foram causadas por uma série de problemas, desde teníase, doença parasitária, nematoides e pneumonia, até gastroenterite e hepatite.

## Habitat
O goral-de-cauda-longa prefere altitudes elevadas com montanhas rochosas, secas, íngremes e cheias de penhascos. Eles habitam perto de penhascos com vegetação esparsa e pequenas fendas onde podem se esconder do perigo. Essas áreas às vezes são cobertas por florestas perenes e caducifólias, e gorais são ocasionalmente encontrados alimentando-se de grama em cumes montanhosos expostos.

## Tamanho do grupo
O goral é uma espécie de grupo e vive em rebanhos de dois a 12 indivíduos. Os grupos consistem em fêmeas, filhotes e machos mais jovens; os machos mais velhos tendem a ser solitários.

### Território do grupo
Os animais tendem a ficar num raio de 100 acres; isso pode ser diferente para machos no cio. Os machos no cio viajarão longas distâncias em terrenos acidentados para encontrar o maior número possível de fêmeas para fertilizar.

## Descrição
O goral-de-cauda longa parece muito semelhante às cabras. Os machos podem pesar 62-93 libras e mulheres 49-77 libras. Os comprimentos podem variar de 32 a 51 polegadas e altura dos ombros 20-31 polegadas. Eles são ungulados de dedos pares da família dos caprinos. As pontas dos chifres curvam-se para trás e têm anéis distintos. Existem aberturas entre seus cascos. O rosto de um goral é achatado como o de um serau, e o nariz e os olhos estão muito próximos. Possui pelagem marrom com tons de cinza; o pelo externo é longo. A cauda espessa é geralmente marrom escura ou preta. As fêmeas geralmente têm tonalidade mais clara do que os machos; seus chifres são menores que os dos machos.

## Dieta
Gorais comem uma grande variedade de gramíneas, materiais lenhosos, nozes e frutas. Nos meses de verão, eles tendem a se alimentar das muitas gramíneas que crescem nas montanhas. Durante todo o inverno, eles comem galhos lenhosos e folhas de árvores e arbustos; eles são conhecidos por comer nozes, como bolotas, e algumas frutas.

## Expectativa de vida
A expectativa de vida média do goral na natureza é de 10 a 15 anos, embora um goral em cativeiro chegou a viver 17 anos. As fêmeas entrarão em um ciclo estral de 30 a 40 horas uma vez por ano, quando poderão ser fertilizadas por um macho. No final de um período de gestação de 215 dias, dão à luz um filhote ou, muito raramente, gêmeos. A reprodução dentro dos sistemas zoológicos tem sido bem-sucedida, especialmente no Zoológico de San Diego.

## Estado de conservação
O goral-de-cauda-longa está protegido pelo Apêndice I da CITES, e numerosas reservas foram criadas, mas eles não são o foco principal das reservas; no entanto, eles estão protegidos quando estão nessas propriedades. Na China, o goral-de-cauda-longa é uma espécie de Classe II, o que significa que está protegida. É mal aplicado devido ao uso dos animais na medicina tradicional. O único esforço de conservação é trazer estes animais para cativeiro dentro do sistema zoológico, o que deverá evitar a sua extinção. A caça furtiva de gorais selvagens está aumentando; eles são caçados furtivamente por causa de suas peles, carne e chifres. Eles também são caçados porque algumas de suas partes são utilizadas na medicina tradicional. Os seus predadores naturais também afetam a população. Seus predadores incluem linces, leopardos-das-neves, tigres e lobos em algumas regiões.
O negócio agrícola não tem sido gentil com o goral; o seu habitat está sendo destruído rapidamente pela técnica de corte e queima — os seus habitats naturais estão sendo cultivados e utilizados para a criação de gado. O gado doméstico está pastando toda a grama, não deixando nada para o goral nativo comer. Estão perdendo espaço nos zoológicos, pois não são um animal muito conhecido. Os gorais estão sendo substituídos por animais mais populares, como tigres, leões e ursos; esta é uma questão estritamente econômica, porque os animais mais conhecidos do jardim zoológico atraem mais visitantes, o que aumenta os lucros.
Eliminar a caça furtiva será difícil, uma vez que a razão mais comum da caça é o sustento. O aumento do ecoturismo traria dinheiro aos caçadores furtivos, para que não tivessem de explorar ainda mais a população goral. As populações cativas em zoológicos são saudáveis, portanto a reintrodução desta espécie é possível. O goral está na lista de espécies ameaçadas de extinção há algum tempo, mas o estado de conservação da espécie não mudou. Enquanto a população continuar a diminuir, as perspectivas do goral de cauda longa não serão saudáveis.